# Jaskinia Lota koło Soaru
Jaskinia Lota koło Soaru – jaskinia w Jordanii, w której – według tradycji związanej z wydarzeniem opisanym w biblijnej Księdze Rodzaju – skrył się Lot ze swymi dwiema córkami po ucieczce z Sodomy. Tuż obok znajdują się ruiny bizantyjskiego klasztoru Deir ‘Ain ‘Abata (arab. „klasztor opackiego źródła”), wejście do jaskini znajduje się w jego lewej nawie.

## Położenie i opis
Jaskinia i znajdujące się tuż obok ruiny klasztoru zostały współcześnie odkryte w 1986 roku przez B. MacDonalda w pobliżu źródła ‘Ain ‘Abata na stromym zboczu doliny Morza Martwego (około 3 km na południowy wschód od jego brzegu) w prowincji (muhafazie) Al-Karak (Departament Gour Al Safi), kilkaset metrów na wschód od przebiegającej tędy drogi wychodzącej na północ ze wsi Safi i łączącej tę wieś z obwodnicą drogi 65, zwanej „Dead Sea Highway” lub „Kings Highway”. Otwór jaskini znajduje się na wysokości 184 m pod poziomem morza (około 100 m powyżej podstawy zbocza). Wewnątrz jaskini znajduje się komora o wymiarach 2 x 2,5 m, która była wyłożona marmurową posadzką.
Wkrótce po odkryciu miejsce to zostało zidentyfikowane jako świątynia zaznaczona na tzw. mapie mozaikowej z Madaby, pochodzącej z VI wieku n.e. mapie Palestyny i Dolnego Egiptu znajdującej się na posadzce prawosławnej bazyliki św. Jerzego w Madabie.
Prace archeologiczne prowadzili tu w latach 1988–1996 pracownicy Muzeum Brytyjskiego i zespół greckich archeologów pod kierownictwem Konstantinosa D. Politisa. Od 1993 roku opiekę nad pracami sprawuje rząd Jordanii.

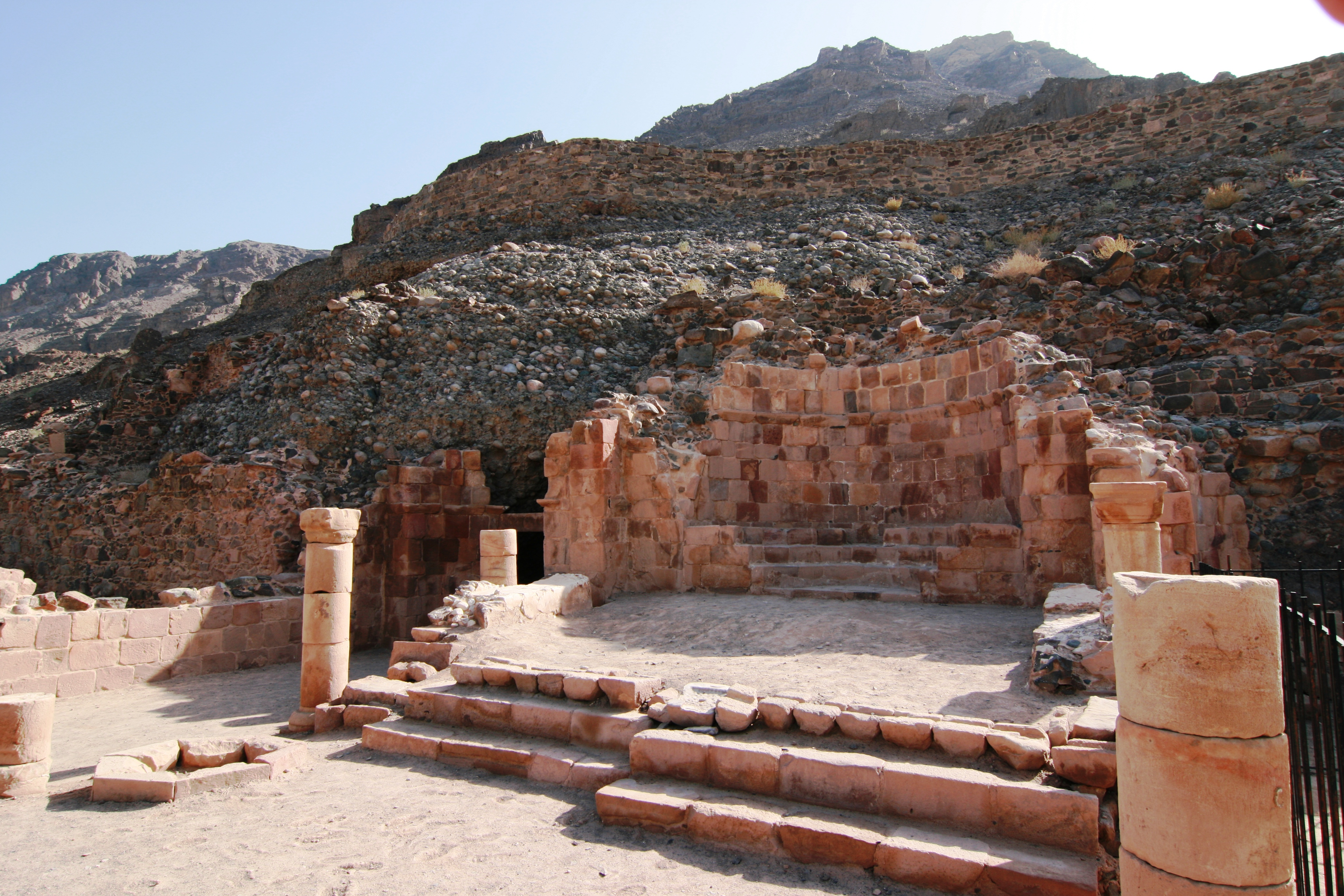
Ruiny prezbiterium kościoła klasztornego
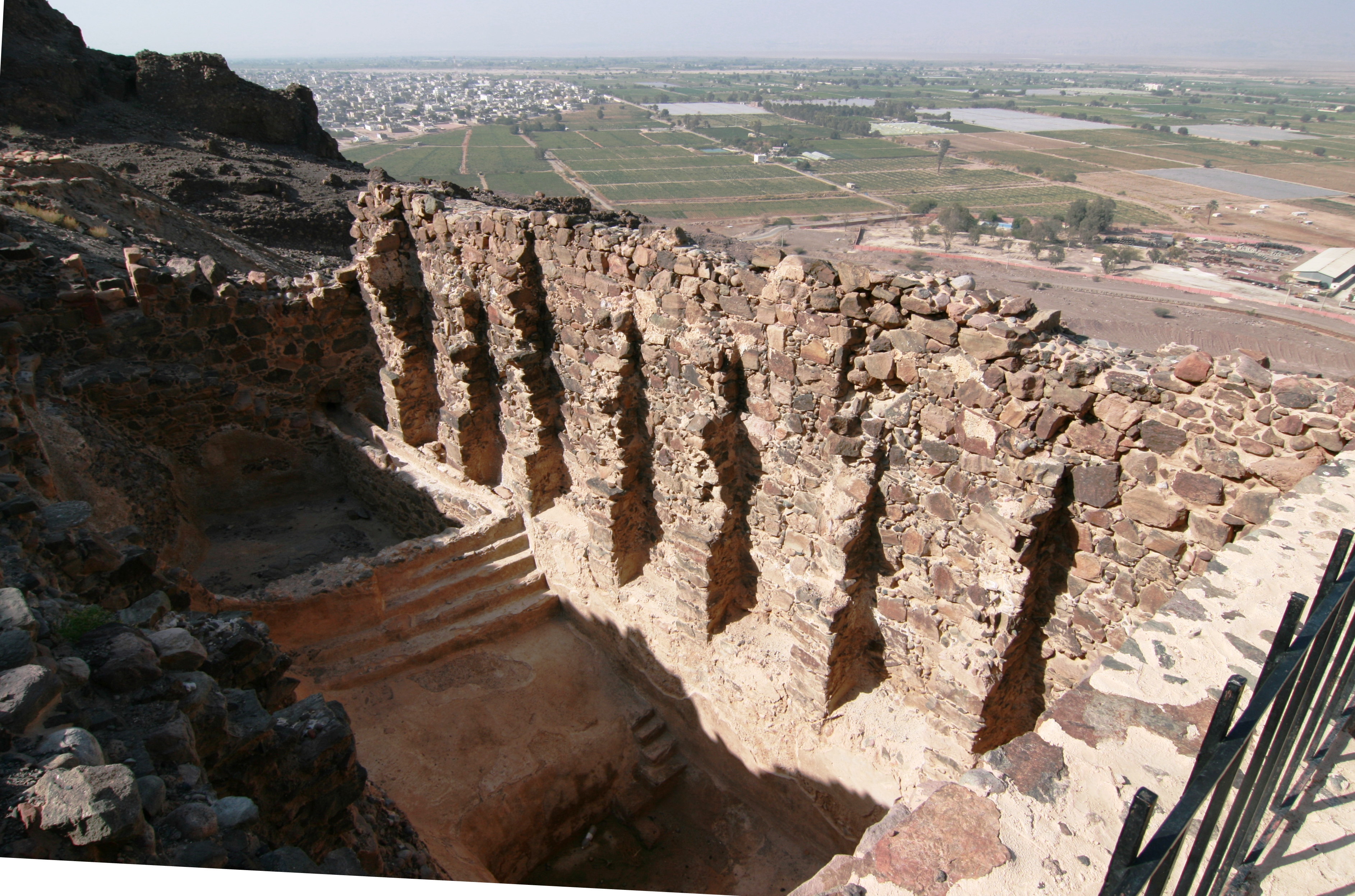
Pozostałości po zbiorniku wody pod południową częścią klasztoru
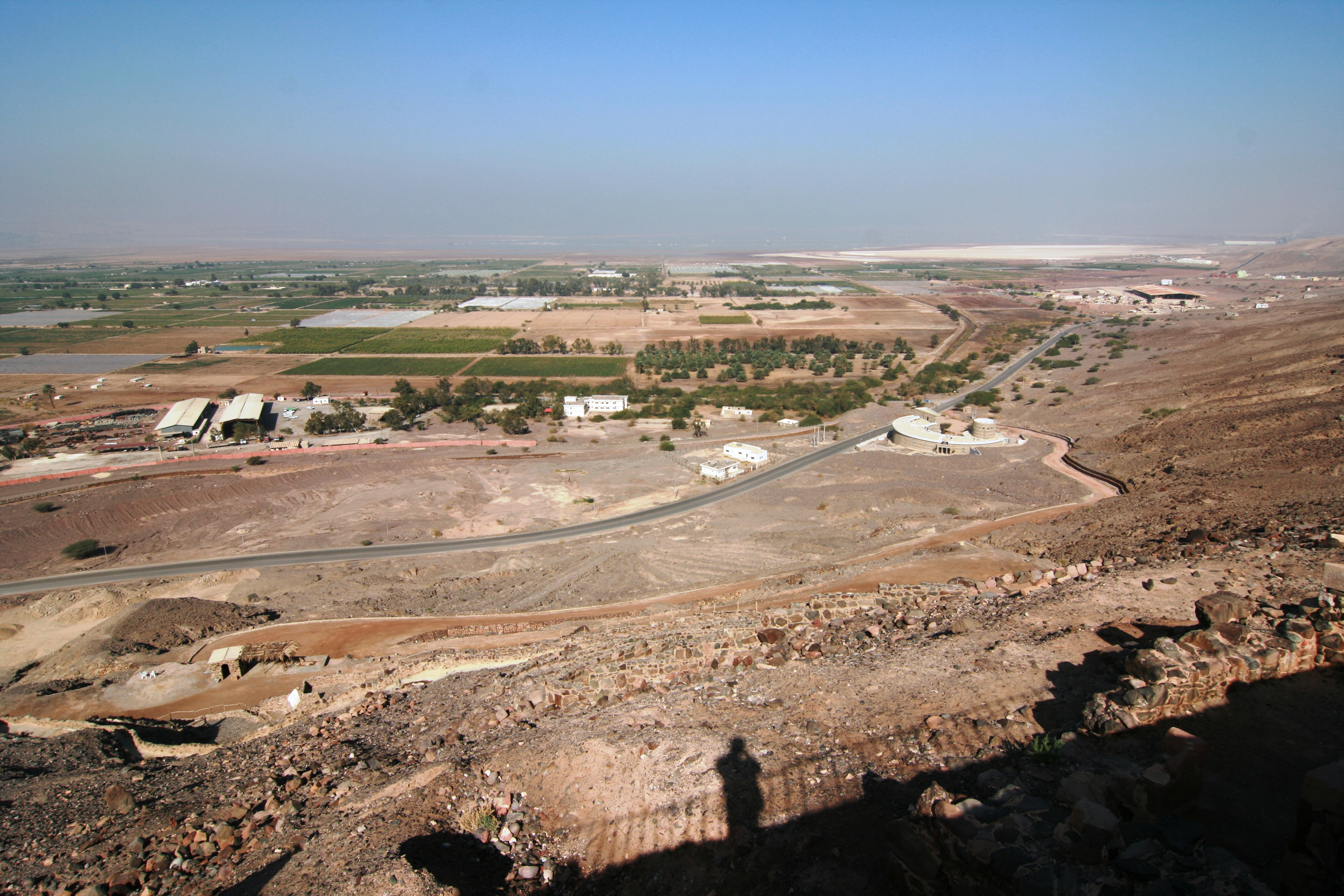
Droga dojazdowa, muzeum i widok na dolinę Morza Martwego

## Historia w świętych księgach

### Stary Testament

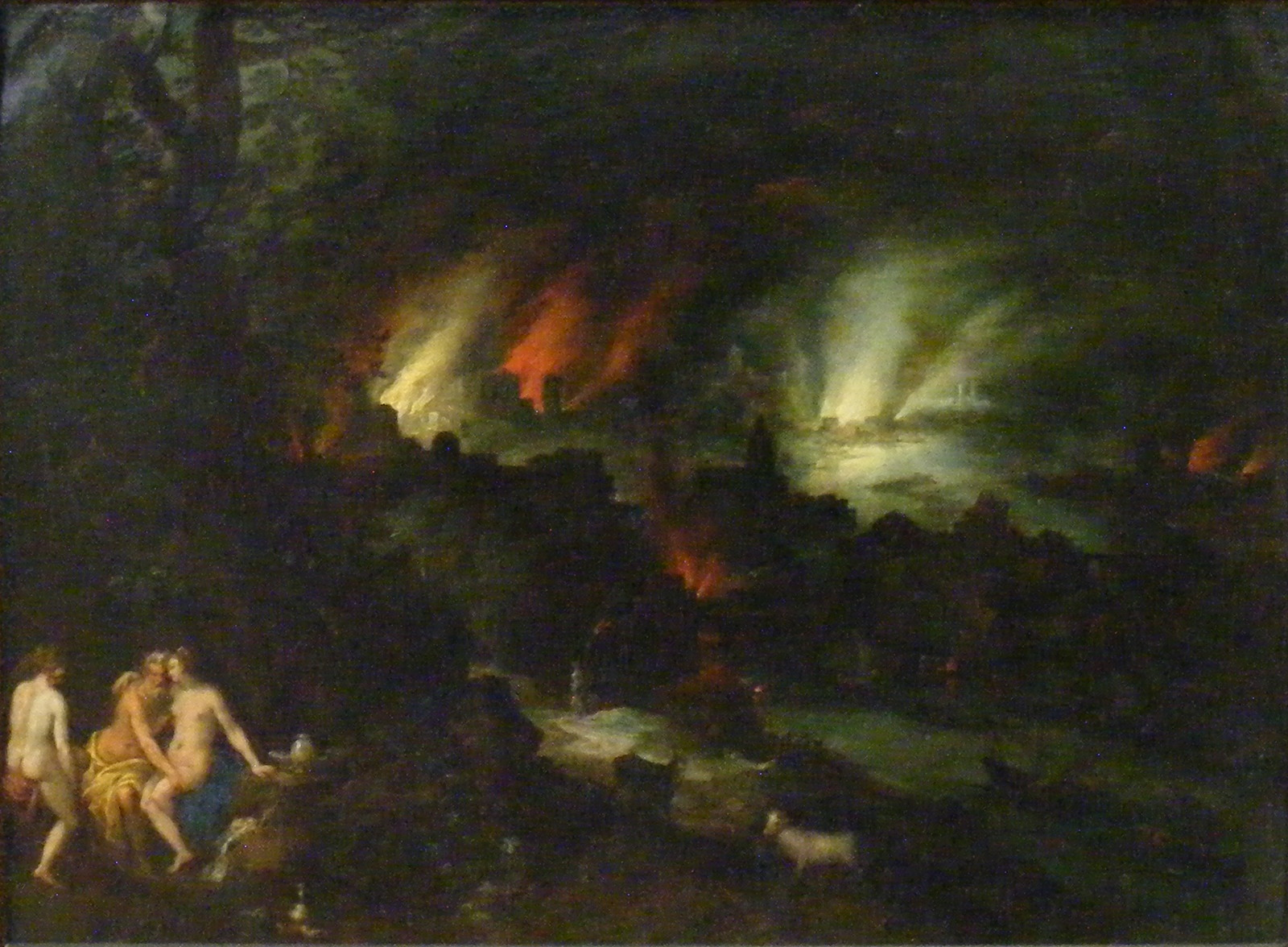
Córki Lota uwodzą go u wejścia do jaskini, gdy Sodoma i Gomora płoną, obraz Jana Brueghla (starszego), obecnie w zbiorach Starej Pinakoteki w Monachium

Według Księgi Rodzaju (rozdział 19), kiedy Jahwe miał zniszczyć Sodomę, Lot poprosił, aby mógł zbiec do Soaru. Dlatego Bóg oszczędził to miasto. Później Lot, ze strachu, opuścił to miasto i razem z dwiema córkami zamieszkał w górach (Rdz 19:30): „Lot wyszedł z Soaru i zamieszkał wraz z dwiema swymi córkami w górach, gdyż bał się pozostawać w tym mieście”. Pieczara ta była świadkiem występku córek Lota (Rdz 19:31–33): „A gdy mieszkał z dwiema swymi córkami w pieczarze, rzekła starsza do młodszej: «Ojciec nasz wprawdzie już stary, ale nie ma w tej okolicy mężczyzny, który by przyszedł do nas na sposób wszystkim właściwy. Chodź więc, upoimy ojca naszego winem i położymy się z nim, a tak będziemy miały potomstwo z ojca naszego». Upoiły więc swego ojca winem tej samej nocy; wtedy starsza poszła i położyła się przy ojcu swoim, on zaś nawet nie wiedział ani kiedy się kładła, ani kiedy wstała” (Biblia Tysiąclecia).

### Koran
Muzułmanie uważają Lota za proroka (Koran 37:134). Na początku X wieku Arabowie Yaqut i Ibn ‘Abbas wspominali historię Lota i podali imiona jego dwóch córek (Rubbah i Saghur), które są tożsame z nazwami źródeł i rzek będących głównym źródłem wody w tej okolicy: jedna przepływająca przez wieś Safi, a druga to właśnie ‘Ain ‘Abata.

## Archeologia

### Jaskinia
Badania archeologiczne w jaskini doprowadziły do odkrycia poniżej posadzki (z VII wieku n.e.) wielu ceramicznych i szklanych lamp z IV–VI wieku n.e. Głębiej znaleziono wiele naczyń z okresu helleńsko-nabatejskiego (I wiek p.n.e. – I wiek n.e.), a jeszcze głębiej naczynia (kielichy) i narzędzia z epoki brązu (1900–1550 p.n.e.). Najwcześniejsze znalezione naczynia pochodzą z okresu wczesnego brązu (3300–3000 p.n.e.).

### Klasztor
Budowa kościoła najprawdopodobniej rozpoczęła się w drugiej połowie VI wieku naszej ery. Najwcześniejsza z 4 mozaik pochodzi z lat 605/607, na posadzce nawy prowadzącej do jaskini. Najpóźniejsza z 4 mozaik pochodzi z okresu renowacji bazyliki w 691 roku. Pojawiają się na niej napisy: „święte miejsce” (agios topos) oraz „Locie, módl się za nami”, odnoszące się do jego biblijnej historii. Data tej renowacji jest istotna, ponieważ jest to już okres dynastii Umajjadów, w czasie którego chrześcijanie na Bliskim Wschodzie cieszyli się tolerancją religijną. Jeszcze w pierwszych latach XII wieku do jaskini docierali pielgrzymi z Europy. Świątynia została najprawdopodobniej opuszczona bez związku z jakimikolwiek gwałtownymi wydarzeniami. Później zapewne zawaliła się w wyniku któregoś z trzęsień ziemi. Możliwe jednak, że klasztor został opuszczony już w VIII wieku.
Bazylika była trójnawową budowlą z półokrągłym prezbiterium. U szczytu lewej nawy jest wejście do jaskini. Po południowej stronie kościoła znajdował się wielki zbiornik na wodę. Po północnej – refektarz, pokoje gościnne dla pielgrzymów i kaplica pogrzebowa. Duża liczba odkrytych zdeformowanych szczątków ludzkich w okolicach świątyni świadczy o tym, że placówka ta służyła również jako szpital.

## Okolice
Na północ od jaskini (w promieniu kilkuset metrów) odkryto 18 kamiennych grobów pochodzących z epoki brązu (1900–1550 p.n.e.). Nad klasztorem mnisi wydłubali wiele mniejszych jaskiń, w których mieszkali.
W 2004 roku u podnóża zbocza otwarto muzeum poświęcone jaskini i klasztorowi. Muzeum to, wybudowane na wysokości 298 m pod poziomem morza, szczyci się tytułem „muzeum w najniżej położonym miejscu na Ziemi”.
Jaskinia i klasztor zostały zgłoszone przez Jordanię w 2001 roku na listę światowego dziedzictwa UNESCO. Kandydatura ta znajduje się na liście tymczasowej (Tentative List).